# Chrysoritis aethon
Chrysoritis aethon is een vlinder uit de familie van de Lycaenidae. De wetenschappelijke naam van de soort is voor het eerst gepubliceerd in 1887 door Roland Trimen.
De soort komt voor in Zuid-Afrika en Swaziland.